# Obama Joker

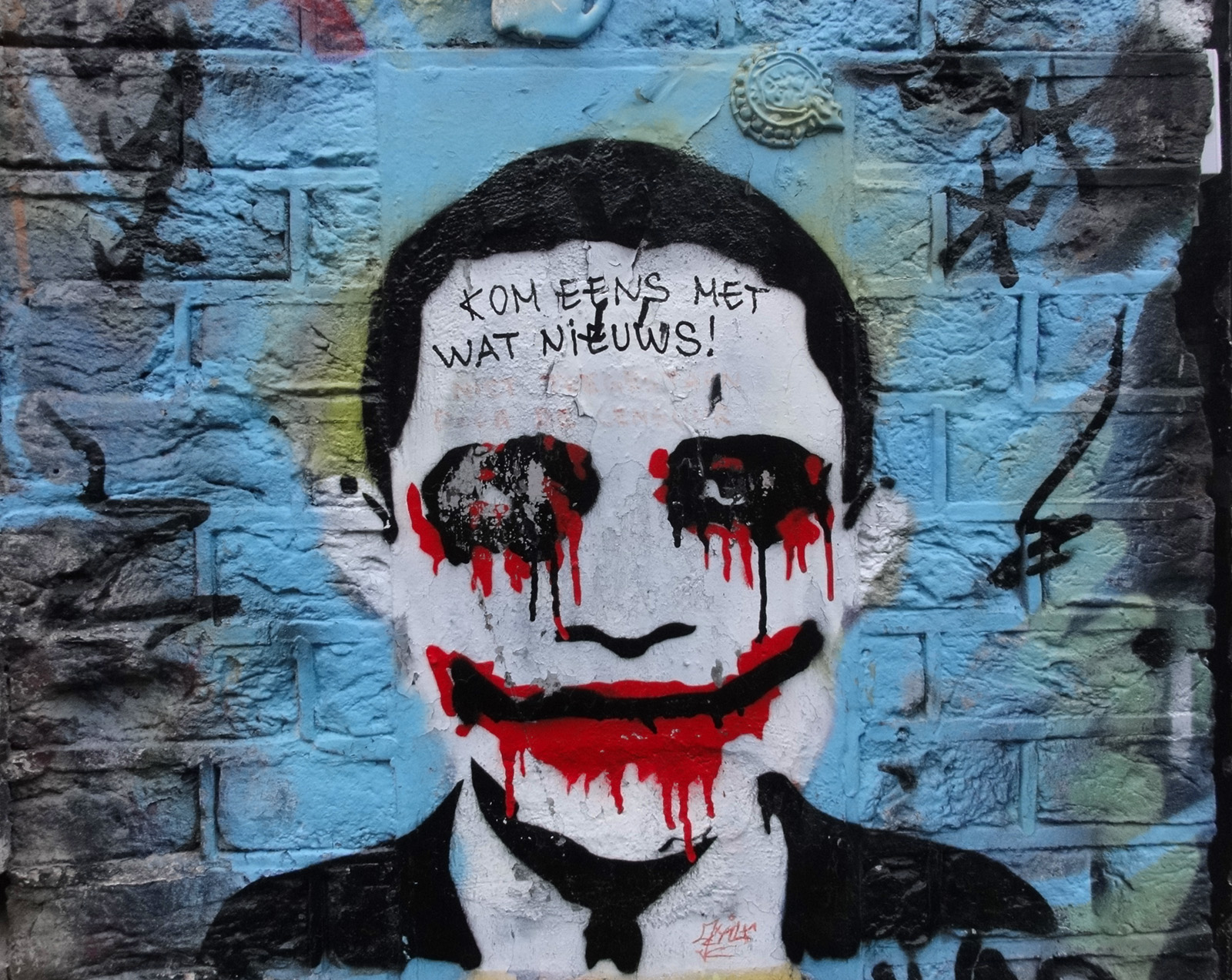
Graffiti similar al cartel Obama Joker en Melbourne, Australia.

«Obama Joker» es un símbolo de protesta que inició con una imagen manipulada digitalmente del entonces presidente de los Estados Unidos, Barack Obama, diseñada por Firas Alkhateeb en enero de 2009, que fue adoptada por algunos críticos de la administración de Obama y descrita como la imagen del movimiento anti-Obama más famosa.
La imagen retrata a Obama como el supervillano de cómics Joker, enemigo de Batman, basado en la representación de Heath Ledger en The Dark Knight (2008). Alkhateeb ha dicho que la imagen no tenía la intención de hacer una declaración política. Subió la imagen al sitio web para compartir fotos Flickr, desde donde fue descargada por una persona desconocida que agregó el título «socialismo».
Descrito por The Guardian como el «primer uso exitoso del arte urbano de la derecha estadounidense», desde abril de 2009, el cartel fue utilizado con frecuencia por los manifestantes contra Obama.

## Origen
El primer uso conocido de la imagen de Obama como "Jokerized" fue publicado en Myspace por un usuario que figuraba como Ross Brummet en agosto de 2008. La imagen era de un sonriente Barack Obama, con la cara pintada con maquillaje estilo Joker y la cita «Los Estados Unidos merece una mejor clase de criminales de guerra, y se los voy a dar». Una segunda instancia, y la primera en recibir cobertura de los medios, se produjo en una manifestación para el candidato a la vicepresidencia Joe Biden en la Universidad Estatal de Florida (FSU, por sus siglas en inglés) el 2 de noviembre de 2008. Dos miembros universitarios de FSU del Partido Republicano crearon el cartel a partir de un El cartel de «Hope» de Obama que habían comprado en el club College Democrats de la escuela, y lo usaron para demostrar protestar en un evento contra Biden. Este diseño presentaba la leyenda «¿Por qué tan socialista?», Una parodia del lema «Por qué tan serio» de The Dark Knight. Los estudiantes rechazaron las críticas al cartel, explicando que era simplemente una referencia de la cultura pop diseñada para «llamar la atención de una audiencia universitaria».
La versión de la imagen que finalmente se popularizó fue creada por Alkhateeb, un estudiante de historia palestino estadounidense de 20 años de la Universidad de Illinois en Chicago. Manipuló digitalmente la fotografía de Obama de la portada de la revista Time de octubre de 2006, usando Adobe Photoshop. Su versión no contenía la etiqueta de «socialismo». Alkhateeb fue influenciado por el artista Shepard Fairey, diseñador del póster "Hope" de Obama, y quería practicar una técnica de "Jokerize" que aprendió en clase. Agregó digitalmente la pintura facial Joker sobre la imagen de Obama y la subió a Flickr el 18 de enero de 2009. Se dice que Alkhateeb no tuvo mala voluntad hacia Obama, pero simplemente estaba aburrido.

## Reacción

### Cobertura de medios
La imagen pasó desapercibida hasta que una persona desconocida comenzó a colocar carteles de la imagen, con la etiqueta añadida de «socialismo», en todo el centro de Los Ángeles, California.
La cobertura mediática varió desde elogios por el valor artístico de la imagen hasta críticos que etiquetaron al cartel como racista. El crítico de cultura Philip Kennicott de The Washington Post describió el cartel como un «argumento racial y político sutilmente codificado y altamente efectivo». Thomas Lifson, editor de American Thinker, lo describió como «una burla abierta de Barack Obama, ya que la desilusión se establece con el hombre», y The First Post sugirió que la imagen marcaba «un cambio en la corriente de la opinión pública contra un presidente que tanto prometió». El crítico de cine Peter Bradshaw de The Guardian describió el cartel como «la pieza de propaganda política venenosa más escalofriante y brillante que creo haber visto».

### Polémica sobre derechos de autor y libertad de expresión
La cobertura de los medios resultó en que Flickr eliminó todas las copias de la imagen, citando un aviso de eliminación de la Ley de Derechos de Autor del Milenio Digital (DMCA) y borrando hilos del foro que discutían la imagen. La nueva política establece que una página permanezca si se presenta un aviso de eliminación en su contra, pero que la imagen se reemplace por una que diga «esta imagen se ha eliminado debido a un reclamo de infracción de derechos de autor». Un portavoz de la Electronic Frontier Foundation, un grupo de defensa de los derechos digitales, defendió la imagen de Alkhateeb citando la protección del uso justo. Como resultado de que Flickr eliminó la imagen del "Joker" de Obama, algunas comunidades en línea vieron a Alkhateeb como el representante más visible, en agosto de 2009, de la libertad de expresión en Internet. El derribo fue recibido con mucha reacción por parte de la comunidad de Flickr y causó que Flickr cambiara su política de eliminación de DMCA.

### Símbolo de protesta
La imagen fue adoptada por algunos de los críticos de Obama y utilizada para carteles, camisetas, calcomanías y otras mercancías. La imagen es considerada por algunos un símbolo del movimiento de protesta Tea Party. Durante la marcha del contribuyente del 12 de septiembre de 2009 en Washington, la mayor manifestación contra las políticas de la administración de Obama hasta la fecha, los manifestantes denunciaron el gasto deficitario y la Ley de Opciones de Salud Asequible de Estados Unidos de 2009, denominada "Obamacare" por los críticos, llevaban carteles de Obama "Joker" subtitulados «el doctor te verá ahora».

## Crítica
Algunos miembros del Partido Demócrata han calificado la imagen de racista, sugiriendo una similitud con el maquillaje de cara negra que se usó durante las representaciones de los juglares. Earl Ofari Hutchinson, presidente de la Mesa Redonda de Política Urbana de Los Ángeles, dijo:

Representar al presidente como demoníaco y socialista va más allá del engaño político. Es mezquino y peligroso. Hemos emitido un desafío público para la persona o grupo que colocó el cartel para presentar y decir públicamente por qué han usado esta representación ofensiva para ridiculizar al presidente Obama.

Alkhateeb, en respuesta al uso de su imagen, dijo «Acusar a [Obama] de ser socialista es realmente ... inmaduro. En primer lugar, ¿quién dijo que ser socialista es malo?» También afirmó que «el socialismo es una idea que ha llegado y ha pasado el tiempo. Es básicamente como llamar a alguien leal a la corona británica».